# Landtagswahl in Vorarlberg 1919
- SDAPDÖ: 5
- CS: 22
- DVP: 2
- UBP: 1

Die Landtagswahl in Vorarlberg 1919 wurde am 27. April 1919 durchgeführt und war die erste Landtagswahl in Vorarlberg nach dem Ende des Ersten Weltkriegs. Dabei konnte die Christlichsoziale Partei (CSP) mit 63,8 % die absolute Stimmen- und Mandatsmehrheit erzielen und stellte in der Folge 22 der 30 Landtagsabgeordneten, also beinahe eine Dreiviertelmehrheit. Den zweiten Platz belegte die Sozialdemokratische Arbeiterpartei Deutschösterreichs (SDAPDÖ), die 18,8 % und 5 Mandate erzielte. Zudem kandidierte die Deutsche Volkspartei, die 10,7 % und zwei Mandate erreichte. Die Deutsche Volkspartei schloss sich 1920 mit anderen Gruppierungen zur Großdeutschen Volkspartei zusammen. Zudem kandidierte bei der Landtagswahl die „Unabhängige Bauernpartei“, die bei der Wahl einen Stimmenanteil von 3,5 % sowie ein Mandat erhielt. Aus der Unabhängigen Bauernpartei entstand in der Folge der Landbund für Vorarlberg. Die „Demokratische Wirtschaftspartei“ scheiterte mit 3,2 % am Einzug in den Landtag. 
Der Landtag der XI. Gesetzgebungsperiode konstituierte sich in der Folge am 17. Juni 1919 und wählte in der ersten Landtagssitzung die Landesregierung Ender III zur neuen Vorarlberger Landesregierung.

## Wahlergebnis
|                                                                | Ergebnisse 1919 | Ergebnisse 1919 | Ergebnisse 1919 |
| -------------------------------------------------------------- | --------------- | --------------- | --------------- |
| Wahlberechtigte                                                | 70.505          | 70.505          | 70.505          |
| Wahlbeteiligung                                                | 90,21 %         | 90,21 %         | 90,21 %         |
|                                                                | Stimmen         | %               | Mand.           |
| Abgegebene Stimmen                                             | 63.600          |                 |                 |
| Ungültig                                                       | 1.712           | 2,69 %          |                 |
| Gültig                                                         | 61.888          | 97,31 %         |                 |
| Partei                                                         |                 |                 |                 |
| Christlichsoziale Partei (CSP)                                 | 39.476          | 63,79 %         | 22              |
| Sozialdemokratische Arbeiterpartei Deutschösterreichs (SDAPDÖ) | 11.662          | 18,84 %         | 5               |
| Deutsche Volkspartei                                           | 6.591           | 10,65 %         | 2               |
| Unabhängige Bauernpartei                                       | 2.166           | 3,50 %          | 1               |
| Demokratische Wirtschaftspartei                                | 1.993           | 3,22 %          | 0               |
| Gesamt                                                         | 61.888          | 100,00 %        | 30              |